# 4408-as mellékút (Magyarország)
A 4408-as számú mellékút egy körülbelül 8,5 kilométer hosszú, négy számjegyű országos közút Békés vármegyében. Orosháza egyik belső útja, Szentetornya és Gyopárosfürdő városrészek legfontosabb útvonala.

## Nyomvonala
Gádoros és Orosháza határvonalán ágazik ki a 4407-es útból, annak 5,550-es kilométerszelvénye táján. Gádorost ennél jobban nem is érinti, első métereitől orosházi területek közt halad déli irányban. 1,5 kilométer után ágazik ki belőle nyugat felé a 4448-as út Árpádhalom-Nagymágocs felé, majd 3,5 kilométer után újabb elágazása jön: ott kelet felé ágazik ki belőle a Kiskunfélegyháza–Orosháza-vasútvonal Szentetornya megállóhelyét kiszolgáló 44 313-as út. Innentől már belterületen halad, Szentetornya városrész házai között, Kiss Ernő utca néven.
5,2 kilométer után éles kanyarvétellel kelet-északkeleti irányba fordul, a Kosztolányi Dezső utca nevet felvéve, majd 400 méter után újabb kanyarral délkeletnek veszi az irányt, Szentetornyai út néven. 6,4 kilométer után újabb derékszögű iránytörése következik, északkelet felé fordulva, majd miután a 6,700-as kilométerszelvényénél keresztezi a vasutat, azzal párhuzamos irányt követve dél-délkeletnek fordul, Gyopárosi út néven. 7,5 kilométer után elhalad Gyopárosfürdő megállóhely mellett, majd nem sokkal ezután véget is ér, betorkollva a 4406-os útba, annak 1,700-as kilométerszelvényénél.
Teljes hossza, az országos közutak térképes nyilvántartását szolgáló kira.gov.hu adatbázisa szerint 8,544 kilométer.

## Települések az út mentén
- (Gádoros)
- Orosháza